# Melquíades Jaramillo
Melquíades Jaramillo (Caracas, 11 gennaio 1967) è un ex cestista venezuelano.

## Carriera
Ha disputato 16 stagioni nella massima serie venezuelana dal 1986 al 2000; nell'arco della sua carriera ha giocato con i Panteras de Miranda, i Guaros de Lara, i Gaiteros del Zulia e i Cocodrilos de Caracas.
Con il Venezuela ha disputato le Olimpiadi 1992 e il relativo torneo di qualificazione olimpica.